# Nioniogo (Dapélogo)
Pour les articles homonymes, voir Nioniogo.
Nioniogo, également orthographié Nyonyogo, est une localité située dans le département de Dapélogo de la province de l'Oubritenga dans la région Plateau-Central au Burkina Faso.

## Santé et éducation
Nioniogo accueille un centre de santé et de promotion sociale (CSPS) tandis que le centre médical avec antenne chirurgicale (CMA) de la province se trouve à Ziniaré. En 2017, une borne-fontaine d'adduction d'eau potable simplifiée (AEPS) est installée par la Croix-Rouge burkinabè (en) dans le village.
Le village possède une école primaire publique.